# Гидрофон

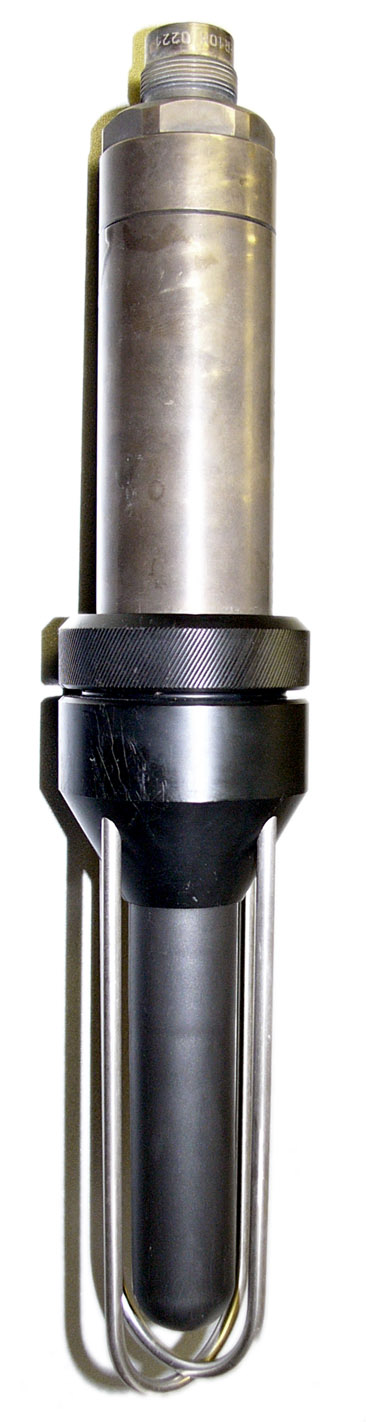
Гидрофон

Гидрофон (от др.-греч. ὕδωρ «вода» + φωνή «голос», «звук») — прибор для приёма звука и ультразвука под водой, специализированный микрофон. Применяется в гидроакустике как для прослушивания подводных звуков, так и для измерительных целей. Некоторые гидрофоны способны не только принимать, но и передавать звук.
Первые гидрофоны не были электрическими и представляли собой колоколообразную трубу, закрытую с широкой стороны мембраной и опущенную в воду на глубину нескольких метров. Гидрофон был применён впервые в 1887 году во французском флоте; эффективное расстояние использования составляло тогда всего 800 метров.
Большинство современных гидрофонов основаны на пьезоэлектрическом эффекте, существуют также магнитострикционные гидрофоны и гидрофоны, работающие как обычный микрофон (с изоляцией мембраны от непосредственного контакта с водой).